# Parco archeologico nazionale dei Massi di Cemmo
Il Parco archeologico nazionale dei Massi di Cemmo è un sito archeologico ubicato in Val Camonica, in prossimità della confluenza del torrente Clegna nel fiume Oglio. Nel 1979 è stato il primo sito italiano ad essere iscritto nella lista del Patrimonio Mondiale UNESCO.

## Denominazione
La denominazione “Massi di Cemmo” si riferisce a due grandi massi caduti dalla parete rocciosa dopo una frana. Questi massi sono stati poi incisi dagli antichi abitanti della Val Camonica, le cui incisioni iniziarono a partire dall’Età del Rame (III millennio a.C.).

## Descrizione del sito
Le stele e i massi incisi in Val Camonica e in Valtellina raffigurano entità divine o eroiche. Nel periodo più remoto queste venivano rappresentate tramite oggetti reali o simbolici, e solo in seguito tramite figure con sembianze umane. Questi simulacri venivano solitamente collocati in santuari all’aperto, in cui periodicamente si svolgevano cerimonie sacre.
Nello specifico, il sito del Parco dei Massi di Cemmo si compone principalmente di due imponenti massi di arenaria distanti fra loro circa 15 metri e ricoperti di innumerevoli incisioni risalenti a vari periodi storici. Nello spazio che li separa sono state rinvenute alcune grosse pietre, riconducibili ai due massi principali, che probabilmente facevano parte di un vero e proprio santuario megalitico in cui lo spazio sacro è perimetrato da una cinta muraria e connotato da stele ornate.

## Storia
L’area era già frequentata nel Mesolitico Antico (IX millennio a.C). Possiamo però parlare con certezza di una sacralizzazione del sito solo a partire dall’Età del Rame, quando i due massi iniziarono ad essere incisi. Successivamente, durante l’Età del Bronzo (II millennio a.C.) venne costruita una cinta muraria semicircolare intorno al sito. Fu però durante la tarda Età del Ferro (fine del I millennio a.C.) che il santuario subì una ristrutturazione. In questa fase le mura vennero alzate e prolungate, e il piano di calpestio livellato con ghiaia.
Il sito continuò a subire trasformazioni anche durante la dominazione romana, con modifiche e miglioramenti strutturali ed artistici. Infine, con l’avvento del cristianesimo tra la tarda romanità e l’Alto Medioevo, la lotta contro l’idolatria delle pietre portò ad accanirsi sul sito sancendo la fine del culto pagano ad esso legato. In questo periodo le stele furono abbattute e venne edificata la Pieve di San Siro, il santo cristianizzatore dei popoli cisalpini.
L’attuale parco è stato inaugurato nell’ottobre 2005 come ampliamento dell’omonima area demaniale esistente a partire dal 1964. Il Parco è stato istituito con il fine di tutelare, conservare, valorizzare e promuovere la conoscenza del patrimonio d’arte rupestre, ed è gestito dal Polo Museale della Lombardia, organo periferico del Ministero per i beni e le attività culturali.

## Le fasi
Tramite lo studio delle armi incise, delle sovrapposizioni tra le figure e delle associazioni più ricorrenti è stato possibile riconoscere due fasi cronologiche delle incisioni durante l’Età del Rame.
La prima fase, detta “remedelliana”, si distingue per le raffigurazioni di pugnali a lama triangolare e base rettilinea: queste armi corrispondono infatti a quelle rinvenute nella necropoli di Remedello Sotto (BS), databili all’incirca tra il 2800 e il 2400 a.C.
La seconda fase, detta “campaniforme”, si colloca intorno al 2400-2200 a.C. A questo periodo appartengono le incisioni di pugnali con lame triangolari lunghe e strette, lati inflessi e pomo ogivale, del tutto simili al tipo Ciempozuelos diffuso nella cultura del Vaso Campaniforme.
Una terza fase è databile all’antica Età del Bronzo (2200-1600 a.C.): a questa fase appartengono i pugnali con lama a base arrotondata.